# Goeminne-Syndrom
Das Goeminne-Syndrom ist eine sehr seltene angeborene Erkrankung mit den Hauptmerkmalen Schiefhals, multiplen spontanen Keloiden, Kryptorchismus und Nierendysplasie.
Synonyme sind: lateinisch Zerviko-dermo-reno-genitale-Dysplasie; Torticollis - Keloid - Kryptoorchidie – Nierendysplasie; TKC; TKCR Syndrom
Die Bezeichnung bezieht sich auf den Autoren der Erstbeschreibung aus dem Jahre 1968 durch den belgischen Internisten Luc Goeminne.

## Verbreitung
Die Häufigkeit wird mit unter 1 zu 1.000.000 angegeben, die Vererbung erfolgt  X-chromosomal dominant.

## Ursache
Der Erkrankung liegen Mutationen im TKCR-Gen auf X-Chromosom Genort q28 zugrunde.

## Klinische Erscheinungen
Klinische Kriterien sind:
- kongenitaler muskulärer Schiefhals, verkürzter Musculus sternocleidomastoideus
- infolgedessen Asymmetrie des Gesichtes und Schädels
- in der Pubertät spontan auftretende Keloide und Pigmentnaevi
- Genitalfehlbildungen: Kryptorchismus, Hodenhypoplasie oder fehlende Hoden (Hodenaplasie)
- chronische Pyelonephritis aufgrund von Nierendysplasie
- Varikosis
- Klinodaktylie des V. Fingers, verlängerte 2. Zehe
- vermehrte Impressiones digitatae